# گرگور اف‌دی‌بی-۱
گرگور اف‌دی‌بی-۱ (به انگلیسی: Canadian_Car_and_Foundry_FDB-1) یک هواگرد ملخ‌پیشین تک‌موتوره از نوع جنگنده ساخت شرکت Canadian Car and Foundry است که توسط مایکل گرگور طراحی شد. هواگرد گرگور اف‌دی‌بی-۱ نخستین پروازش را در ۱۷ دسامبر ۱۹۳۸ میلادی انجام داد. در مجموع، تعداد ۱ فروند از این هواگرد ساخته شده‌است.